# 上海市浦東新區周浦醫院
周浦醫院是中華人民共和國上海市浦東新區周浦鎮的一家三級乙等综合性医院，為上海健康医学院附属医院。它也是隸屬於浦东新区卫生健康委员会委員會的事业单位。

## 歷史
該醫院前身为周浦辅善医院，1930年（一說建於1933年）由地方慈善团体创办於周浦镇悦河桥西面（医院路2号）。1952年由南匯县人民政府接收，改名为周浦人民医院。1958年与中心乡人民医院合并，改为周浦人民公社卫生院。1981年改为周浦医院。同年建造新的周浦医院（关岳路135号），门诊、医技大楼于1985年竣工。病房大楼于1988年建成。1996年7月，周浦镇卫生所和康桥镇卫生院并入周浦医院。2000年12月，横河镇卫生院并入周浦医院。
2022年3月22日，上海市衛健委主任鄔驚雷在疫情新聞發布會上稱，周浦醫院被作為收治陽性COVID-19感染者。因此該醫院暂停门诊、急诊、住院服务，已住院患者將出院。這一做法引發該院護士抗議。